# Pehr Svedelius
Pehr Svedelius, född den 18 mars 1732 i Västerås, död den 16 oktober 1805 i Uppsala, var en svensk filosof. Han var morfar till Wilhelm Eric Svedelius.

## Biografi
Svedelius var professor i retorik och poesi i Uppsala.